# واندرسون دا سیلوا سوزا
واندرسون دا سیلوا سوزا (به پرتغالی: Vanderson da Silva Souza) مهاجم اهل برزیل است که در شهر لوندرینا، پارانا، برزیل و در تاریخ ۲۴ اوت ۱۹۸۶ به دنیا آمده‌است.
واندرسون دا سیلوا سوزا در تیم‌های فوتبال Juventus-SP سابقهٔ حضور دارد.